# أساطير إسبانية

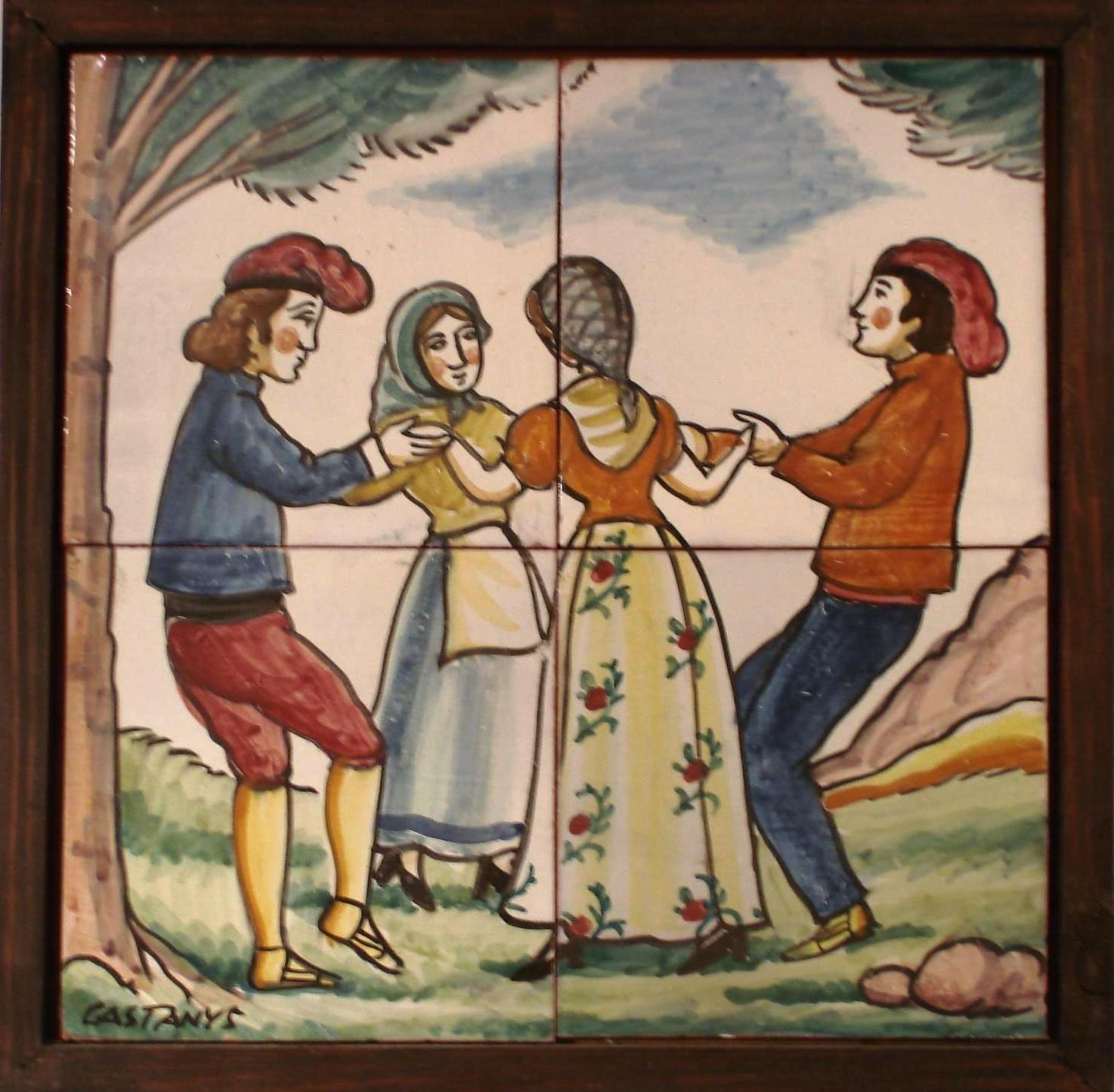
شعب يرقصون ساردانا.

الأساطير الإسبانية (بالإنجليزية: Spanish mythology)‏ تشير إلى الأساطير المقدسة لثقافات إسبانيا. وهي تشمل الأساطير الجاليكية، والأساطير الأسترية، والأساطير الكانتابرية، والأساطير الكاتالونية، والأساطير اللوسيتانية، والأساطير الباسكية. وهي تشمل أيضًا أساطير وديانات السلتيين والكلتيبيريين والأيبيريين والميليزيين [الإنجليزية] والقرطاجيين والسويبيين والقوط الغربيين والإسبان والأساطير الرومانية واليونانية.

## وصلات خارجية
- Spanish Mythology, Legends & Folklore Across the Regions